# Принстон (містечко, Вісконсин)
Принстон (англ. Princeton) — місто (англ. town) в США, в окрузі Ґрін-Лейк штату Вісконсин. Населення — 1519 осіб (2020).

## Демографія
Згідно з переписом 2010 року, у місті мешкали 1434 особи в 669 домогосподарствах у складі 436 родин. Було 1228 помешкань
Расовий склад населення:
| - 97,4 % — білих - 0,6 % — чорних або афроамериканців - 0,4 % — азіатів - 0,2 % — корінних американців - 0,1 % — вихідців з тихоокеанських островів |

До двох чи більше рас належало 0,8 %. Частка іспаномовних становила 1,7 % від усіх жителів.
За віковим діапазоном населення розподілялося таким чином: 14,7 % — особи молодші 18 років, 61,5 % — особи у віці 18—64 років, 23,8 % — особи у віці 65 років та старші. Медіана віку мешканця становила 52,4 року. На 100 осіб жіночої статі у місті припадало 111,5 чоловіків;  на 100 жінок у віці від 18 років та старших — 108,3 чоловіків також старших 18 років.
Середній дохід на одне домашнє господарство  становив 65 005 доларів США (медіана — 52 455), а середній дохід на одну сім'ю — 73 263 долари (медіана — 66 875). Медіана доходів становила 49 028 доларів для чоловіків та 33 929 доларів для жінок. За межею бідності перебувало 7,7 % осіб, у тому числі 10,9 % дітей у віці до 18 років та 4,0 % осіб у віці 65 років та старших.
Цивільне працевлаштоване населення становило 750 осіб. Основні галузі зайнятості: виробництво — 24,1 %, освіта, охорона здоров'я та соціальна допомога — 17,7 %, мистецтво, розваги та відпочинок — 10,7 %, фінанси, страхування та нерухомість — 8,1 %.